# Hot in the Shade
Hot in the Shade är ett musikalbum av hårdrocksgruppen Kiss, utgivet den 17 oktober 1989. Sista albumet med Eric Carr (1950-1991) vid trummorna. Carr har del i tillkomsten av låten Little Caesar.
Låten Forever (Michael Bolton / Paul Stanley) blev en stor favorit och en topp 10-hit i USA.

## Kuriosa
- Låten Hide Your Heart skrev Paul Stanley först för Bonnie Tyler som sjöng in låten i början av åttiotalet.
- Molly Hatchet och Ace Frehley spelade även in var sin version på "Hide Your Heart".
- Ingen tidigare studioinspelad skiva av Kiss har innehållit så här många låtar.
- Detta var första skivan som Tommy Thayer skrev låtar med Simmons.
- På videon till låten Rise to it sminkar Simmons och Stanley upp sig i sina klassiska 70-talssminkningar. Detta ledde till stor förvirring bland fansen.

## Låtförteckning
1. Rise To It - (4.08) (Stanley/Bob Halligan)
  -  Lead Vocals:Paul Stanley
2. Betrayed - (3.38) (Simmons/Tommy Thayer)
  -  Lead Vocals:Gene Simmons
3. Hide Your Heart - (4.25)(Stanley/Desmond Child/Holly Knight)
  -  Lead Vocals:Paul Stanley
4. Prisoner Of Love - (3.52) (Simmons/Kulick)
  -  Lead Vocals:Gene Simmons
5. Read My Body - (3.48) (Stanley/Bob Halligan)
  -  Lead Vocals:Paul Stanley
6. Love's A Slap In The Face - (4.08) (Simmons/Vini Poncia)
  -  Lead Vocals:Gene Simmons
7. Forever - (3.52) (Stanley/Michael bolton)
  -  Lead Vocals:Paul Stanley
8. Silver Spoon - (4.38) (Stanley/Poncia)
  -  Lead Vocals:Paul Stanley
9. Cadillac Dreams - (3.44) (Simmons/Poncia)
  -  Lead Vocals:Gene Simmons
10. King Of Hearts - (4.26) (Stanley/Poncia)
  -  Lead Vocals:Paul Stanley
11. The Street Giveth And The Street Taketh Away - (3,34) (Simmons/Tommy Thayer)
  -  Lead Vocals:Gene Simmons
12. You Love Me To Hate You - (4.00) (Stanley/Desmond Child)
  -  Lead Vocals:Paul Stanley
13. Somewhere Between Heaven And Hell - (3,52) (Simmons/Poncia)
  -  Lead Vocals:Gene Simmons
14. Little Caesar - (3.08) (Carr/Simmons/Mitchell)
  -  Lead Vocals:Eric Carr
15. Boomerang - (3.30) (Simmons/Kulick)
  -  Lead Vocals:Gene Simmons

## Medverkande
- Gene Simmons - bas/sång
- Paul Stanley - gitarr/sång
- Eric Carr - trummor/sång
- Bruce Kulick - gitarr/sång

- Tommy Thayer - gitarr på "Betrayed"
- Phil Ashley - keyboard på "Forever" och "Hide Your Heart"
- Charlotte Crossley – bakgrundssång på "Silver Spoon"
- Valerie Pinkston – bakgrundssång på "Silver Spoon"
- Kim Edwards-Brown – bakgrundssång på "Silver Spoon"